# Round Lake (Illinois)
Round Lake és una vila dels Estats Units a l'estat d'Illinois. Segons el cens del 2000 tenia 5.842 habitants.

## Demografia
Segons el cens del 2000, Round Lake tenia 5.842 habitants, 2.029 habitatges, i 1.540 famílies. La densitat de població era de 640,8 habitants/km².
Dels 2.029 habitatges en un 43,3% hi vivien nens de menys de 18 anys, en un 57,8% hi vivien parelles casades, en un 12,2% dones solteres, i en un 24,1% no eren unitats familiars. En el 18,7% dels habitatges hi vivien persones soles el 4,3% de les quals corresponia a persones de 65 anys o més que vivien soles. El nombre mitjà de persones vivint en cada habitatge era de 2,88 i el nombre mitjà de persones que vivien en cada família era de 3,28.
Per edats la població es repartia de la següent manera: un 29,8% tenia menys de 18 anys, un 8,9% entre 18 i 24, un 38,8% entre 25 i 44, un 16,7% de 45 a 60 i un 5,9% 65 anys o més.
L'edat mediana era de 30 anys. Per cada 100 dones de 18 o més anys hi havia 99,8 homes.
La renda mediana per habitatge era de 58.051 $ i la renda mediana per família de 61.277 $. Els homes tenien una renda mediana de 43.063 $ mentre que les dones 31.336 $. La renda per capita de la població era de 21.585 $. Aproximadament el 6,5% de les famílies i el 6,8% de la població estaven per davall del llindar de pobresa.

## Poblacions properes
El següent diagrama mostra les poblacions més properes.